# Pidberizți, Zboriv
Pidberizți (în ucraineană Підберізці) este un sat în comuna Sereteț din raionul Zboriv, regiunea Ternopil, Ucraina.

## Demografie
Componența lingvistică a localității Pidberizți
     Ucraineană (100%)
Conform recensământului din 2001, toată populația localității Pidberizți era vorbitoare de ucraineană (100%).